# インド門

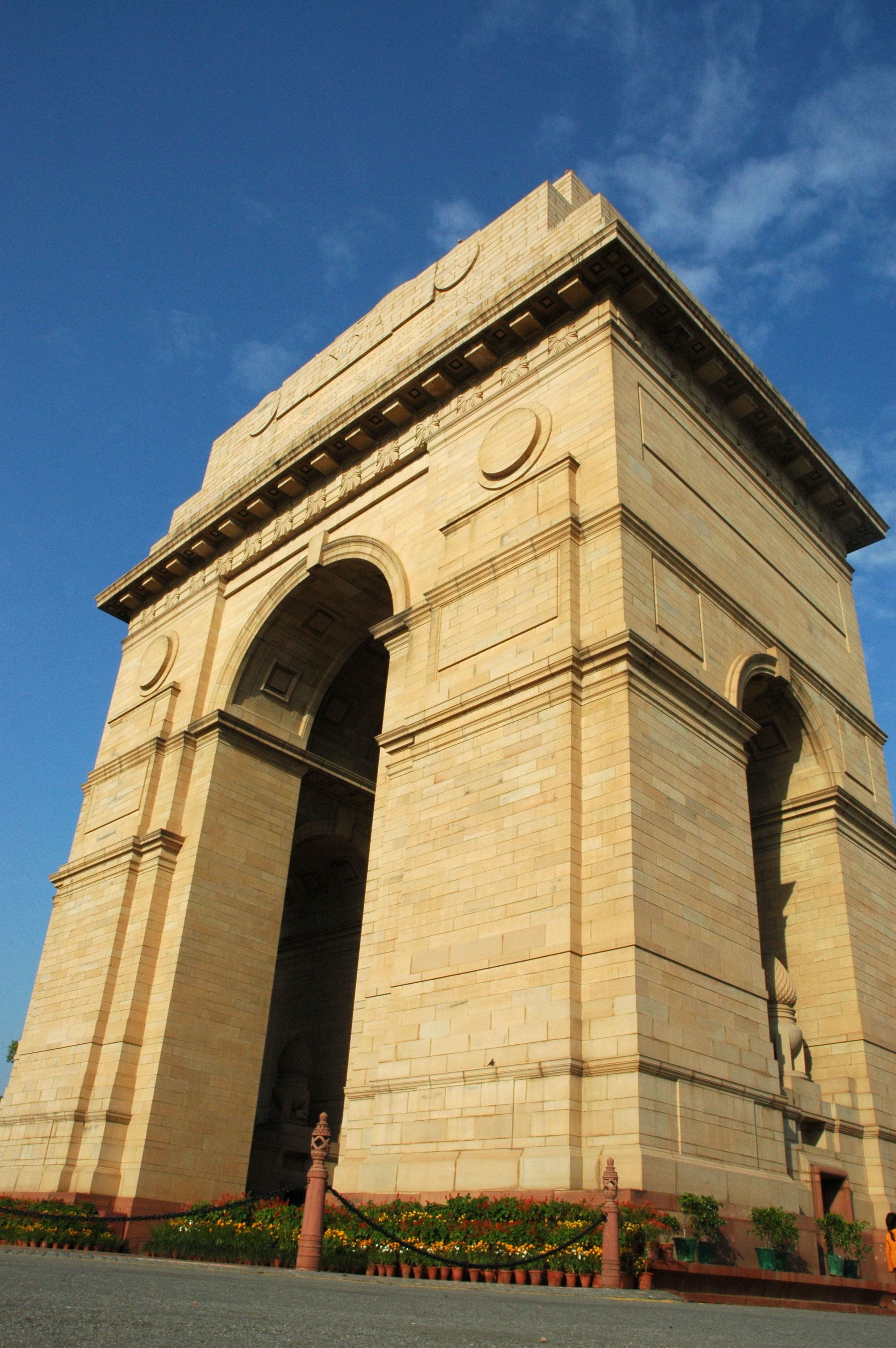
インド門

インド門 (India Gate, 原名は全インド戦争記念碑　(All India War Memorial)) はインドのデリーにある慰霊碑。ニューデリーの「儀式の軸」の東端にあるラジパース（以前はキングスウェイと呼ばれた）に沿って建つ戦争記念碑である。1914年から1921年の間に第一次世界大戦、フランス、フランドル、メソポタミア、ペルシャ、東アフリカ、ガリポリなど近・極東、第三次アングロ・アフガン戦争で戦死したイギリス領インド陸軍の兵士7万人の記念碑として建てられた。門にはイギリスの兵士や将校を含む13,300人の軍人の名前が刻まれている。エドウィン・ラッチェンスが設計したこの門は、ローマのコンスタンティヌスの凱旋門などの凱旋門の建築様式を思わせ、パリのエトワール凱旋門やムンバイのインド門に例えられることが多い。
1972年のバングラデシュ独立戦争の後、アーチの下には黒大理石の台座に軍用ヘルメットを被せた逆さのライフルを載せ、4つの永遠の炎で囲まれた構造物が建てられた。アマル・ジャワン・ジョティ（不滅戦士の炎）と呼ばれるこの建造物は、1971年以来、インドの無名戦士の墓となっている。インド門はインド最大の戦争記念碑の一つに数えられており、毎年、共和国記念日には首相がこのアマル・ジャワン・ジョティに敬意を表して門を訪れ、その後、共和国記念日のパレードが始まる。また、ニューデリーの市民社会の集会の場ともなっている。

## 歴史

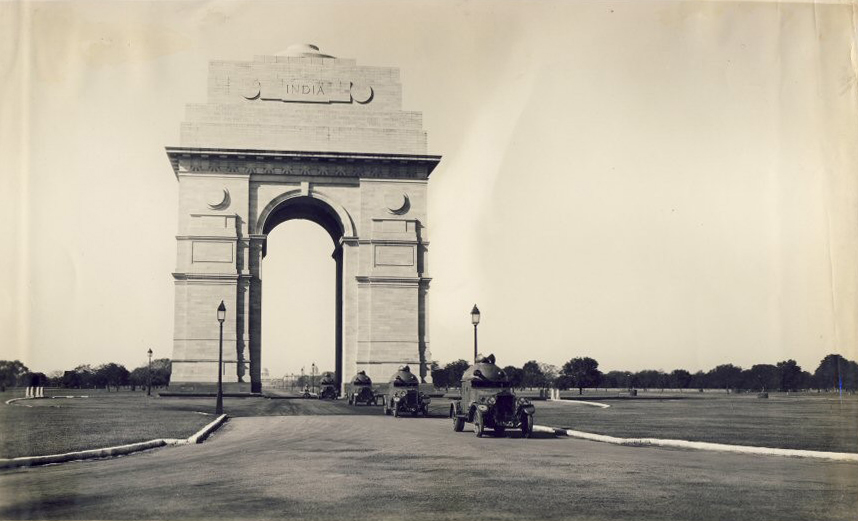
1930年代にインド門を通過する装甲車

インド門建設は第一次世界大戦で戦死した兵士の墓や記念碑を建てるために1917年12月に設立された帝国戦争墓地委員会（I.W.G.C.）の事業の一環だった。 門の礎石は1921年2月10日16時30分、英領インド軍の将校や兵士、帝国戦務部隊、総司令官、インド総督のチェルムスフォード男爵が出席した式典で、訪印中のコンノート公爵によって敷設された。 その場で、総督は「個々の英雄の感動的な物語は、この国の歴史の中で永遠に生き続けるだろう」と述べ、「有名・無名」の英雄たちの記憶に敬意を表した記念碑は、将来の世代にも同じ様な不屈の精神と「それに劣らない勇気」を持って苦難に耐えるように鼓舞するだろうと述べたと伝えられている。 公爵はまた国王からのメッセージを読み上げ、「この場所、インドの首都の中央の展望台に、後世の人々の思いの中に、「戦い、倒れた英領インド軍の将校や兵士たちの栄光の犠牲を残すために設計された記念アーチ道が建つだろう」と述べた。式典では、第9デカン・ホース、第3サッパーズ・アンド・マイナーズ、第6ジャット軽歩兵、第34シーク・パイオニアズ、第39ガルフワール・ライフルズ、第59シンデ・ライフルズ (辺境軍)、第117マラーターズ、第5グルカ・ライフルズ (辺境軍)が、第一次世界大戦中の英領インド陸軍の卓越した功労と胆力を称えられ、「ロイヤル」の称号を授与された 。
記念碑の礎石敷設から10年後の1931年2月12日、アーウィン卿はこの記念碑の落成式で、「私たちの後にこの記念碑を見る者は、その目的を考える中で、壁に書かれた名前が記録している犠牲と奉仕の何かを学ぶ事ができるだろう」と述べた。 記念碑の礎石敷設から落成までの10年間、鉄道路線はヤムナー川に沿って走る様に変更され、1926年にはニューデリー駅が開業した。
毎晩19:00から21:30までライトアップされるこの門は、今日ではデリーで最も重要な観光名所の一つとなっている。通行止めになる以前は車がこの門を通っていた。共和国記念日パレードはラシュトラパティ・バワンからスタートし、インド門を通過する。インド門はニューデリー市民社会の抗議の場として人気があり、歴史的には2012年インド集団強姦事件、ウナオ強姦事件、反汚職運動などに対する抗議が行われている。
2017年に、インド門はラッチェンスが設計したもうひとつの記念碑であるイギリス・レスターの追憶のアーチと提携した。両者は非常に似たようなデザインを踏襲しているが、レスターの規模は小さくなっている。式典ではインドの駐英高等弁務官がレスターのアーチに花輪を、イギリスの駐印高等弁務官がインド門に花輪を捧げた。

## デザインと構造

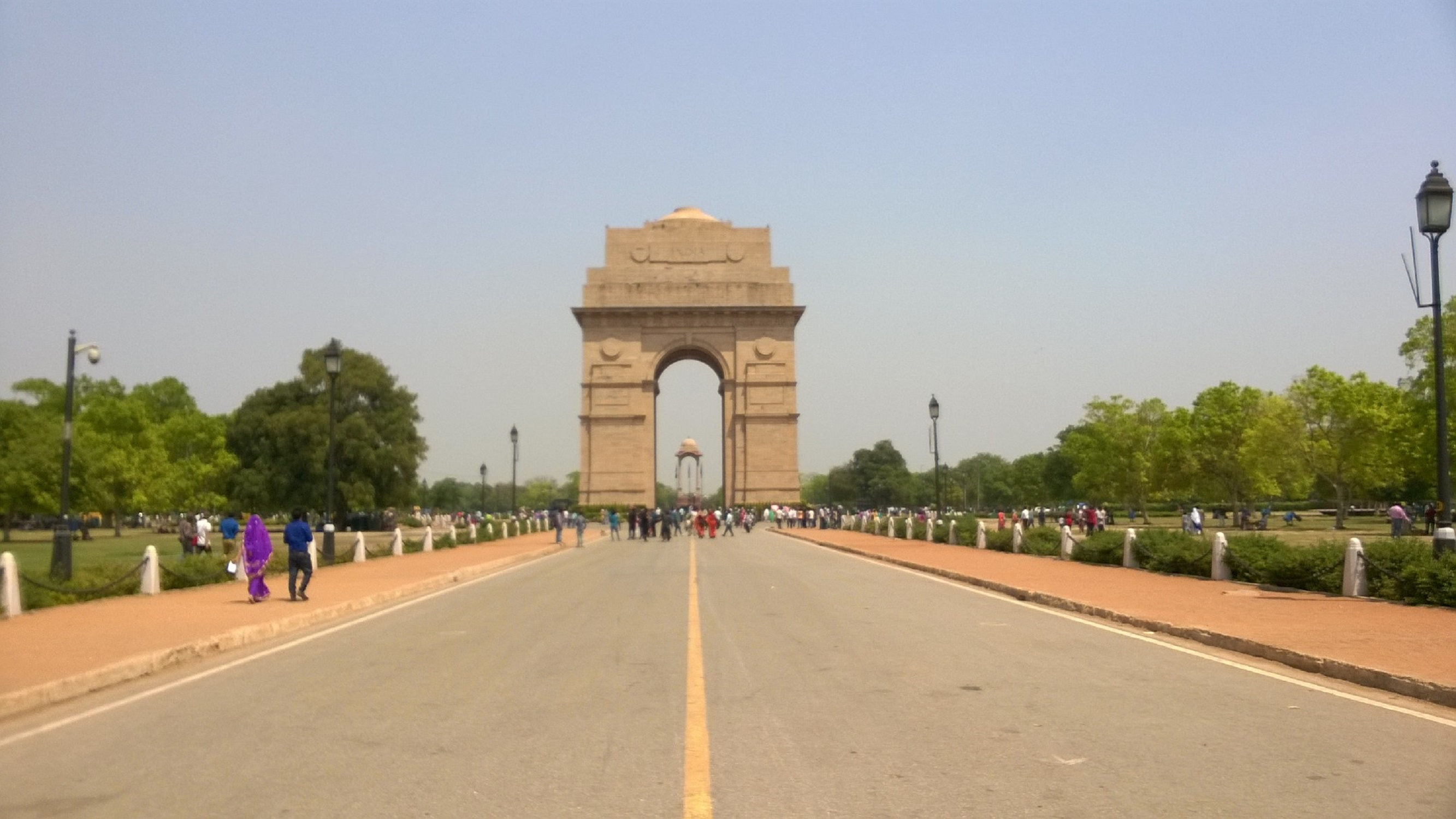
ラジパースから望むインド門

この門はニューデリーの建設者であるだけでなく、戦争記念碑の設計者でもあるエドウィン・ラッチェンスが設計した物である。彼はI.W.G.C.のメンバーであり、ヨーロッパで最も優れた戦争記念碑と墓地の設計者の一人であった。1919年にはイギリス首相デビッド・ロイド・ジョージの依頼を受けて、第一次世界大戦後初の国家的な戦争記念碑となったロンドンのセノタフをはじめ、ヨーロッパで66の戦争記念碑を設計した 。ラッチェンスは伝記作家クリストファー・ハッシーによると、「宗教的装飾のない普遍的な建築様式」に基づいた記念碑のスタイルである「エレメンタル・モード」に依拠していたという。
「凱旋門の創造的な再構築」と称されて来たインド門の全長は30フィート（約9.1メートル）で、ニューデリーの中央展望台であり主要な儀式の行進ルートであるキングスウェイ（現在のラジパース）の東側の軸方向の端に位置している。 高さ42メートル（138フィート）のインド門は、赤いバラトプル石の低い台座の上に立っており、段階的に巨大なモールディングへと上昇して行く。上部にある浅いドーム型のボウルは、記念日には燃える油で満たされる様に意図されていたが、これはめったに行われない。 インド門とその六角形の複合体は、直径が約635メートルで面積は約306,000平方メートルである。

### 碑文
インド門の軒には帝国の太陽が刻まれているが、アーチの両側にあるローマ数字のMCMXXIV ('1914'; 左側)とMCMXIX ('1919'; 右側)に挟まれる形で大文字で「INDIA」と刻まれている。大文字のINDIAの下には、以下のようなエピタフが刻まれている。

TO THE DEAD OF THE INDIAN ARMIES WHO FELL AND ARE HONOURED IN FRANCE AND FLANDERS MESOPOTAMIA AND PERSIA EAST AFRICA GALLIPOLI AND ELSEWHERE IN THE NEAR AND THE FAR-EAST AND IN SACRED MEMORY ALSO OF THOSE WHOSE NAMES ARE HERE RECORDED AND WHO FELL IN INDIA OR THE NORTH-WEST FRONTIER AND DURING THE THIRD AFGHAN WAR

（日本語訳）
フランス、フランダース、メソポタミア、ペルシャ、東アフリカ、ガリポリ、その他近極東の各地で倒れ、神聖な記憶の中で称えられているインド軍の戦死者たちへ　また、インドや北西辺境州で、第三次アフガン戦争中に戦死した人々の名もここに記す

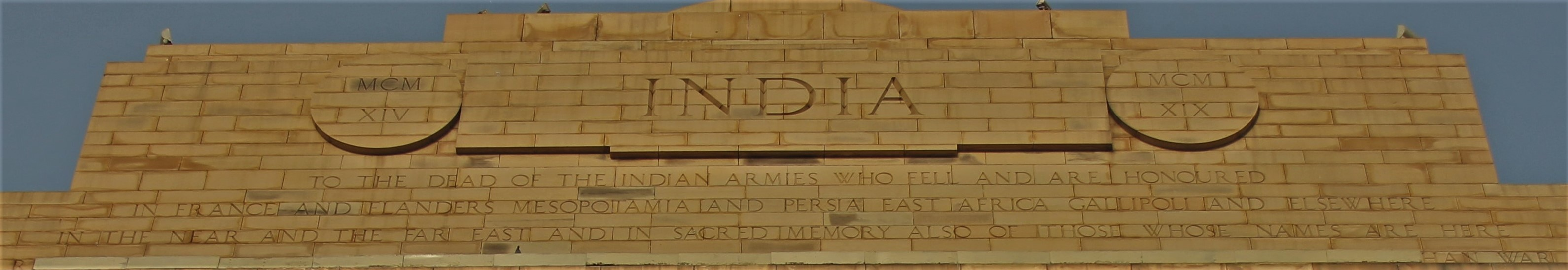
門の上部に刻まれた碑文

13,218人の戦没者が門に名を刻まれ記念されている。デリー・メモリアル（インド門のウェブサイトで、名前とそれぞれの死亡日、部隊名、連隊名、名前が刻まれている門の場所やその他の情報が記載されている）で見ることができるが、セキュリティ上の理由から、記念碑の名前を読む事は制限されている。門には、1917年に戦死した領土軍の女性看護師の名前も含まれている。

### 天蓋

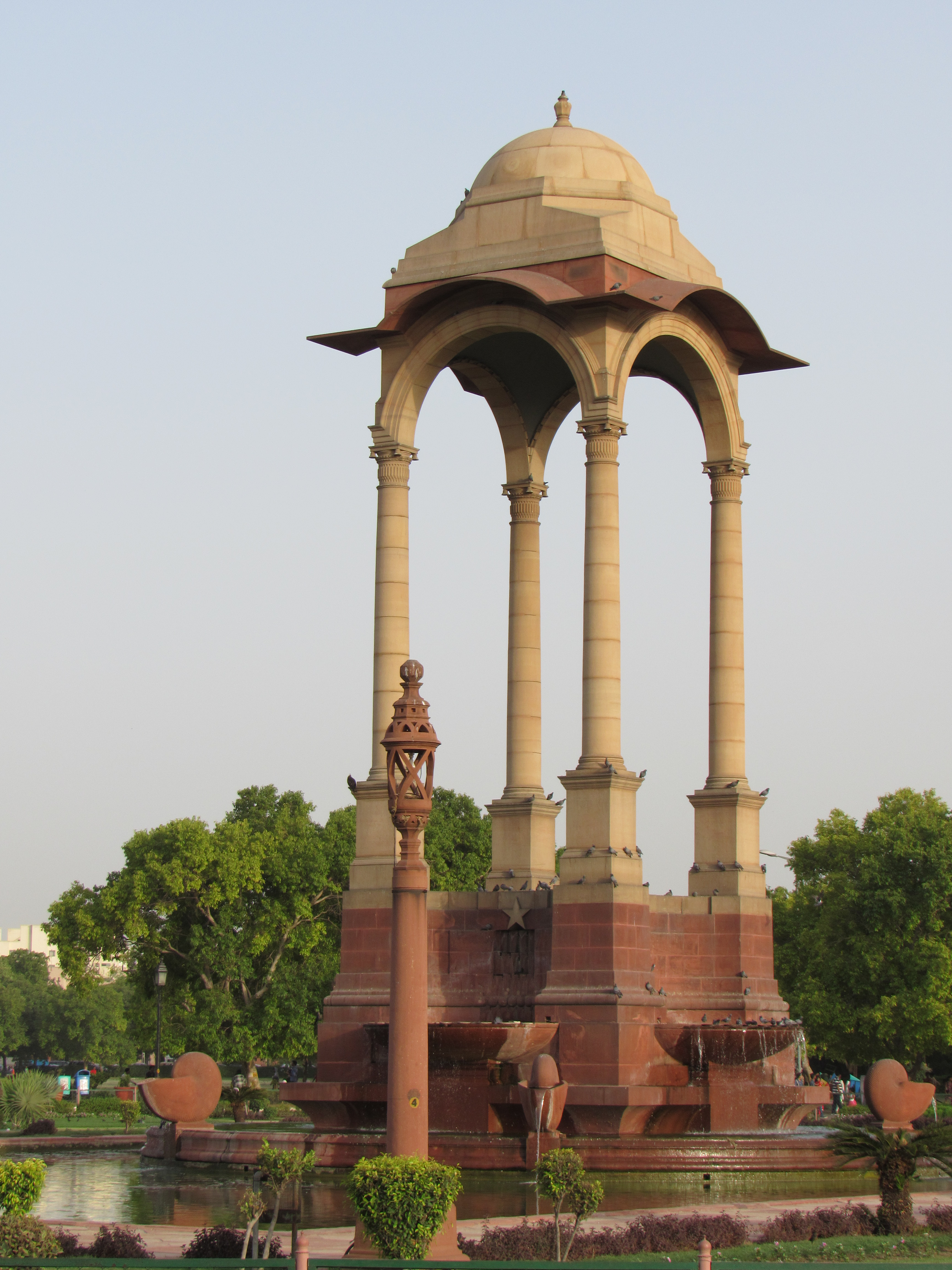
インド門付近の天蓋

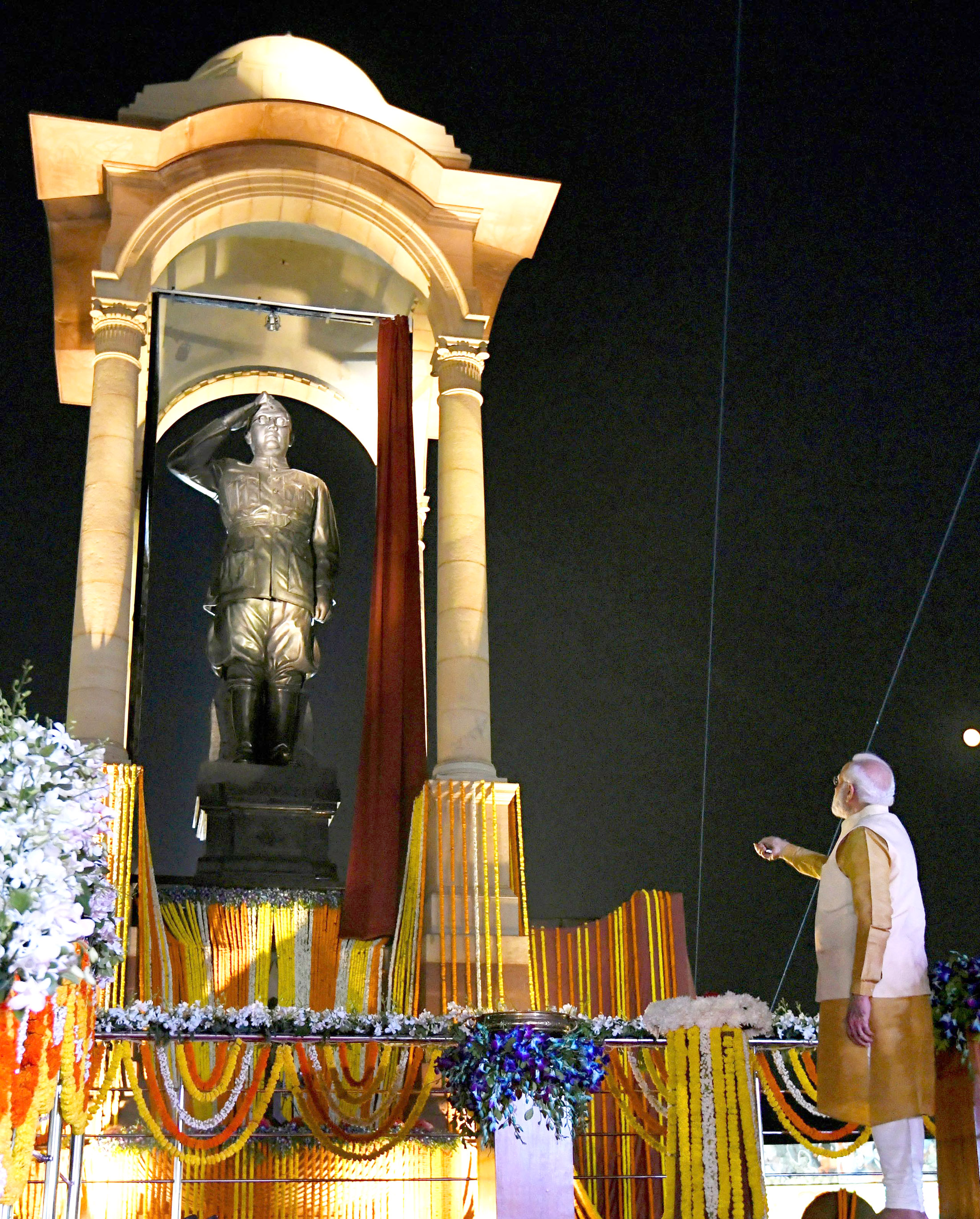
スバス・チャンドラ・ボース像の公開式

インド門から東へ約150メートル、6つの道路が交差する場所に、6世紀のマハーバリプラムのパビリオンをモチーフにした高さ73フィートのキューポラがある。ラッチェンスは、ドーム型の天蓋とそのチャジャを支えるために、4本のデリー式のオーダーを用いた
。
天蓋は、その年に没したインド皇帝ジョージ5世の追悼の一環として1936年に建設され、チャールズ・サージェント・ジャガー作で高さ70フィート（21.34メートル）の大英帝国王冠をかぶりイギリスの宝珠と笏を持った、戴冠式の衣装姿のジョージ5世の大理石像を覆っていた。1936年から1968年に撤去されるまで、この像は王室の紋章とGEORGE V R I.の碑文が刻まれた台座の上に立っていた。「R I」は「Rex Imperator」または「King Emperor」としてジョージ5世を意味している。 天蓋の上には元々、金色に輝くチューダー王冠があり、ジョージ5世のロイヤル・サイファが飾られていたが、1958年8月12日に撤去された。
像は1947年のインド独立後20年間、元の場所に立ったままであったが、特に独立10周年と1857年に起こったインド大反乱100周年を境に、インドの一部政治家からの反対の対象となった。 1965年の独立記念日の2日前、サミュクタ社会党のメンバーが警備していた2人の警官を制圧し、像にタールをかけ、王冠、鼻、片耳を汚し、スバス・チャンドラ・ボースの写真をモニュメントに残した。 インド政府は像の移転を決定したが、このような姿勢を取った事に対しかなりの批判に直面した。イギリス政府は、適切な場所や十分な予算がない事を理由に、像をイギリスに返還するという提案を却下し、ニューデリーのイギリス高等弁務官事務所は、スペースが限られていることを理由に像の移転を拒否した。 デリーの公園に像を移そうとする努力は、当時デリーで権力を握っていた民族主義政党インド大衆連盟によって強く反対された。 最終的に1968年末、像は天蓋の下から撤去され、一時的に保管された後、デリーのコロネーション・パークに移され、他の英領インド時代の像と一緒になった。
像の撤去が議論されている間も撤去後も、天蓋の下にマハトマ・ガンジーの像を設置することがしばしば提案された。この提案はインド議会でも議論された。 1981年、政府は議会での質問に答えて、空になった天蓋の下にガンジー像を設置することを検討している事を確認したが、実行されなかった。
2022年9月8日、天蓋の下に設置される高さ28フィートのスバス・チャンドラ・ボースの花崗岩が公開され、首相のナレンドラ・モディが公開式に参加した。

## アマル・ジャワン・ジョティ

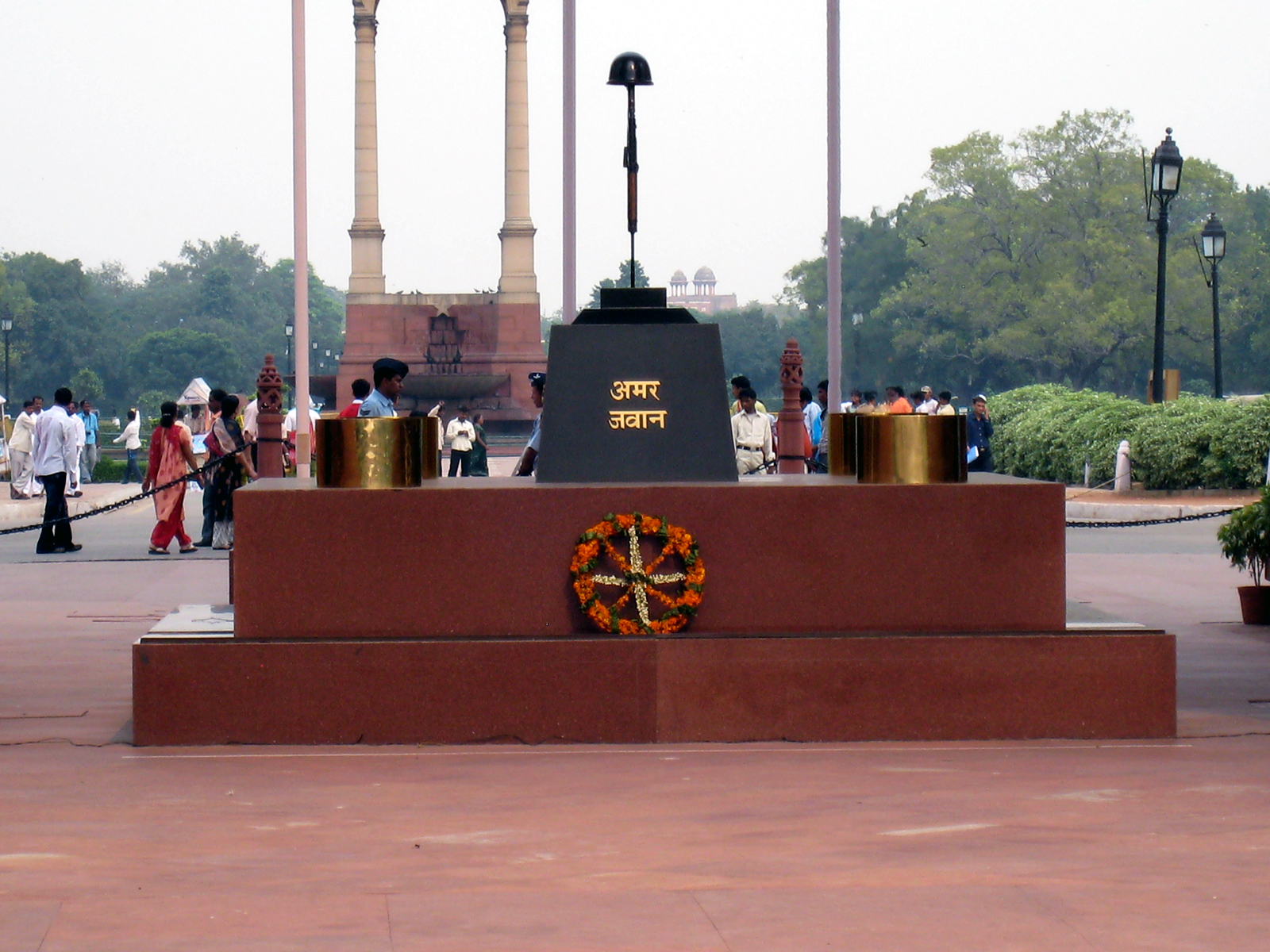
インド門のアーチの下にあるアマル・ジャワン・ジョティ

アマル・ジャワン・ジョティ（不滅兵士の炎）は、1971年12月のバングラデシュ独立戦争で戦死したインド人兵士を追悼するためにインド門の下に建立された、黒大理石の台座に軍用ヘルメットを被せた逆さのL1A1自動小銃を載せ、圧縮された天然ガスの炎からの恒久的な光(ジョティ)で照らす4つの壷で結ばれた構造物である。 1972年1月26日の第23回インド共和国記念日に、当時のインディラ・ガンジー首相によって落成した。 アマル・ジャワン・ジョティが設置されて以来、インドの無名戦士の墓として機能している。 軍が24時間体制で警備している。アマル・ジャワン・ジョティには、共和国記念日、戦勝記念日（Vijay Diwas）、歩兵の日には、首相と軍の参謀長によってリースが置かれる。歩兵の日は1947年10月27日にインドの歩兵部隊がスリナガルに上陸し、パキスタンの傭兵によるジャンムー・カシュミール藩王国への攻撃を阻止し、撃退した日の事である。第68回歩兵の日は、陸軍参謀総長ダルビル・シン将軍と、歩兵退役軍人を代表してチャンドラ・シェカール中将（退役軍人）が献花した。

## 国立戦争記念碑
2014年7月、政府は天蓋の周囲に国立戦争記念碑を建設し、隣接するプリンセスパークに国立戦争博物館を建設する計画を発表した。内閣はこのプロジェクトのために50億ルピー（約6,600万米ドル）を配分した。 国立戦争記念館は2019年1月に完成した。

## ギャラリー

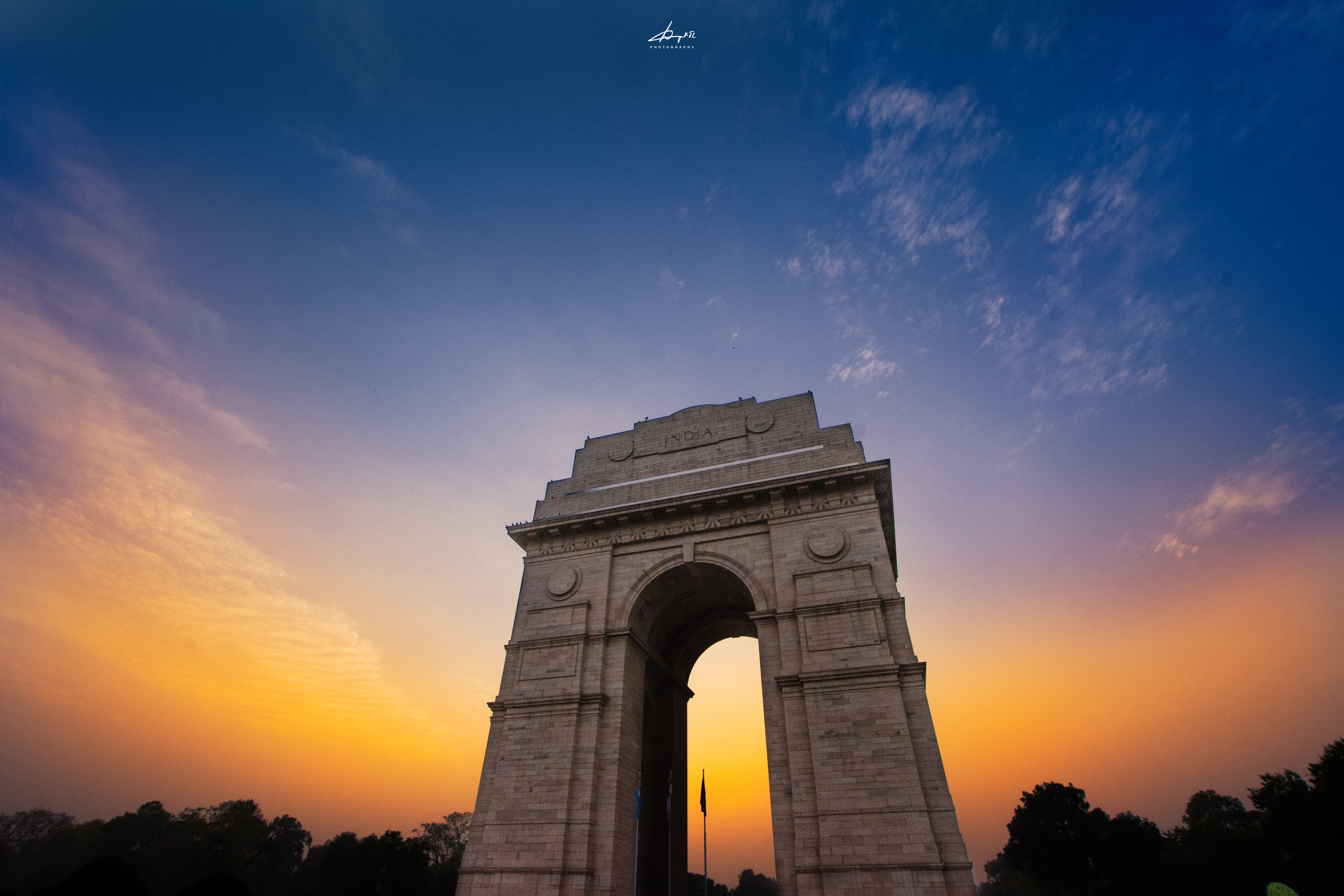
インド門の夕暮れ
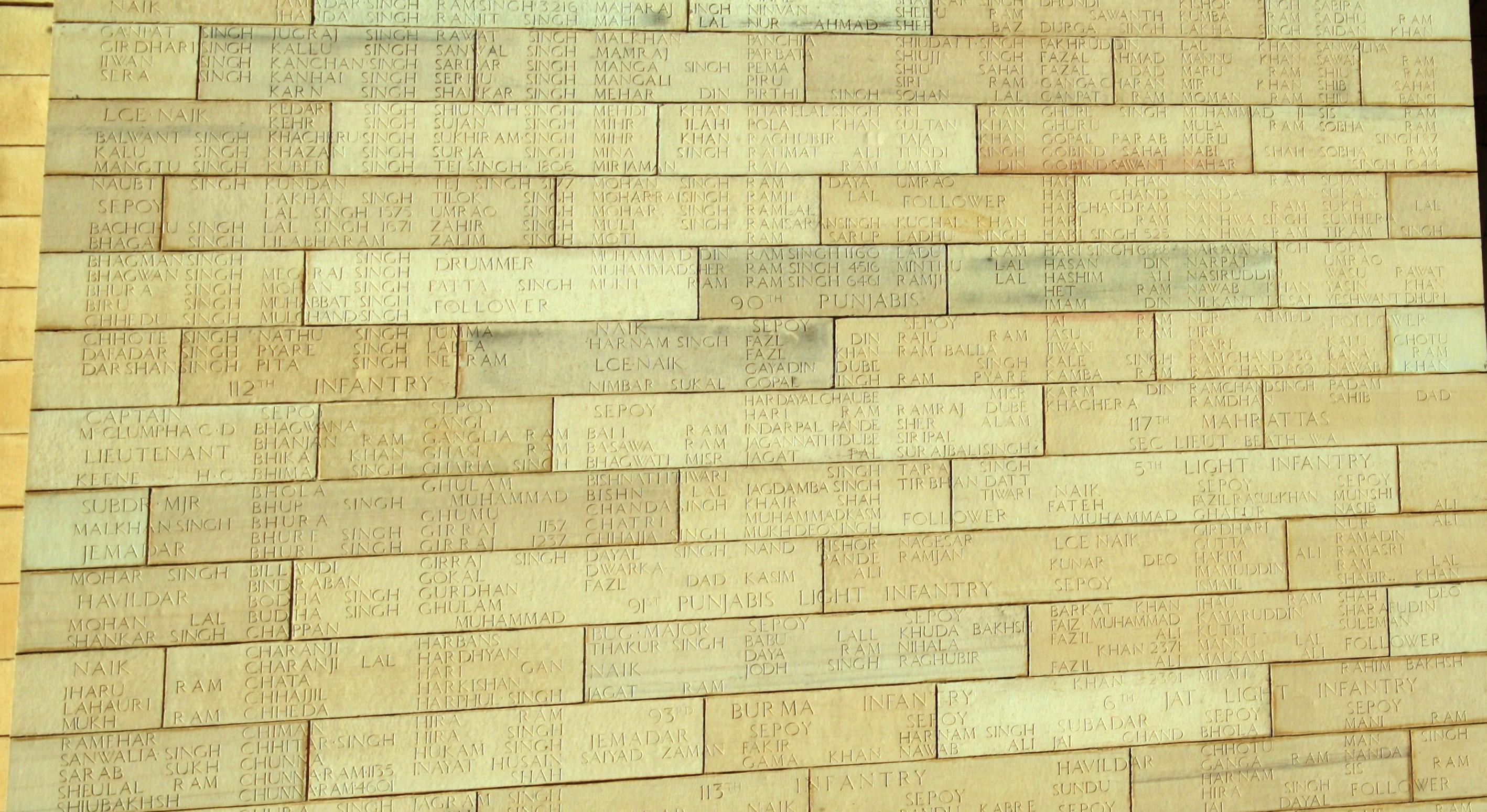
インド門の壁に刻まれた戦死者名
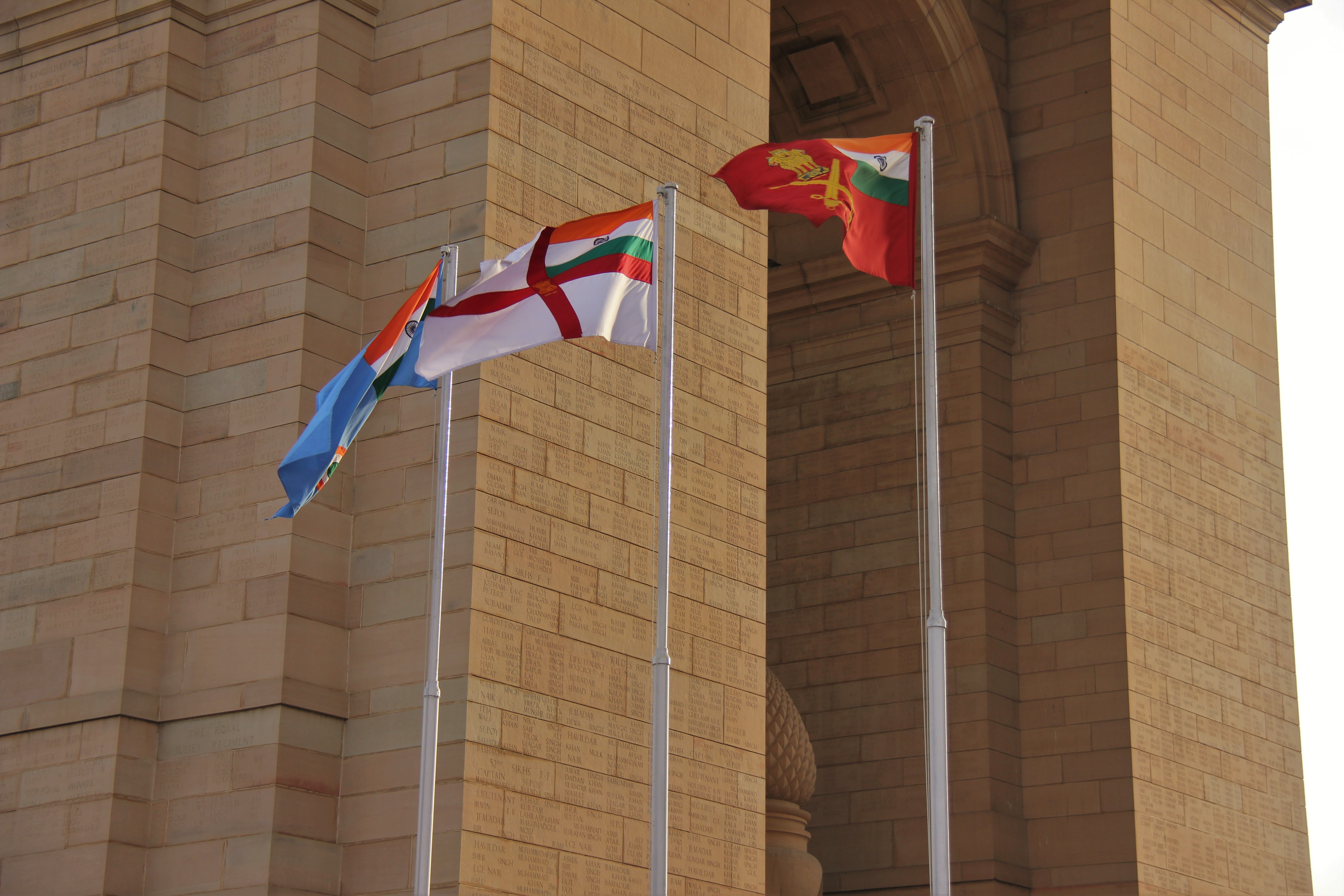
インド門前のインド軍旗
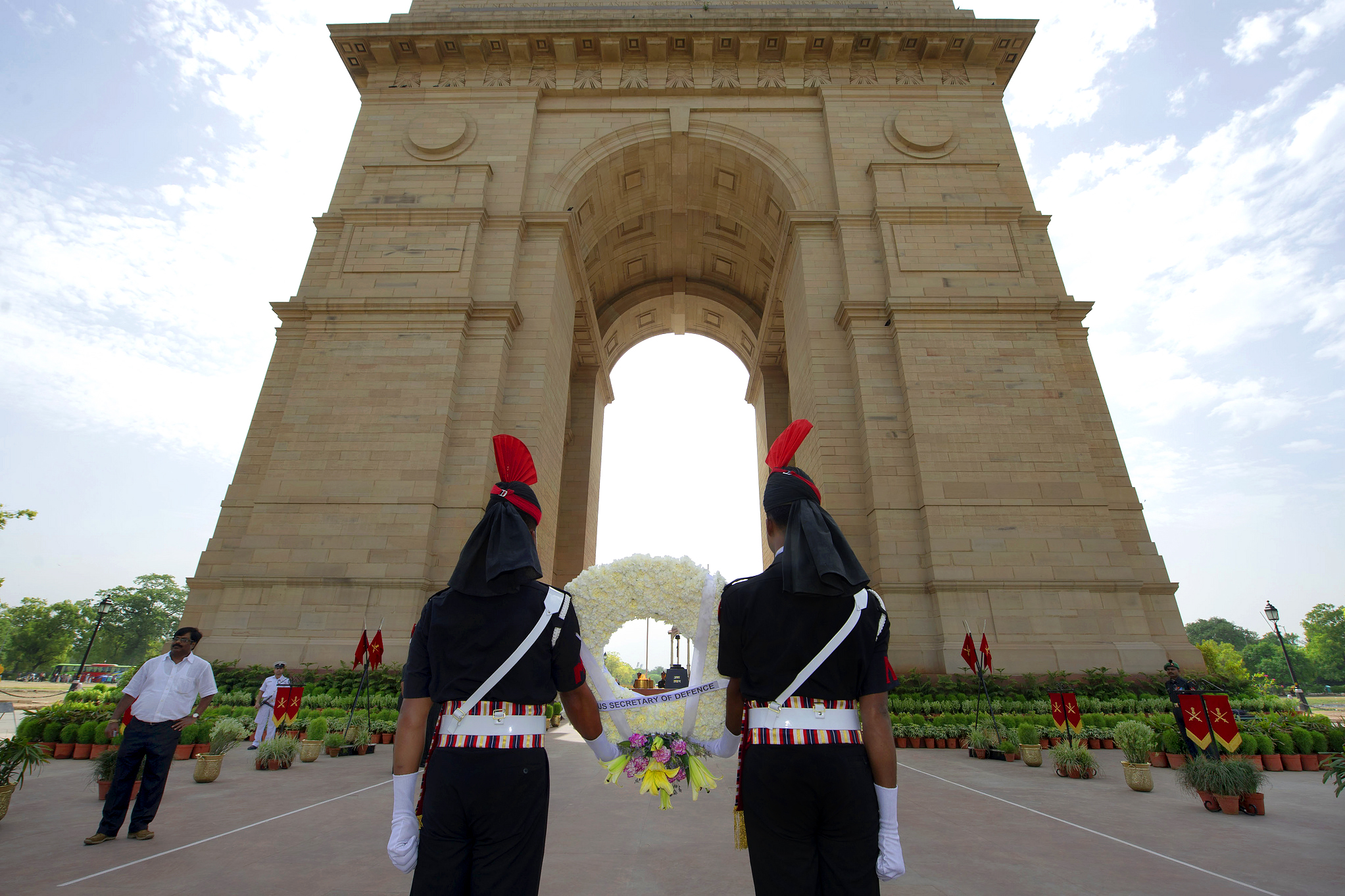
インド門を警備するインド軍
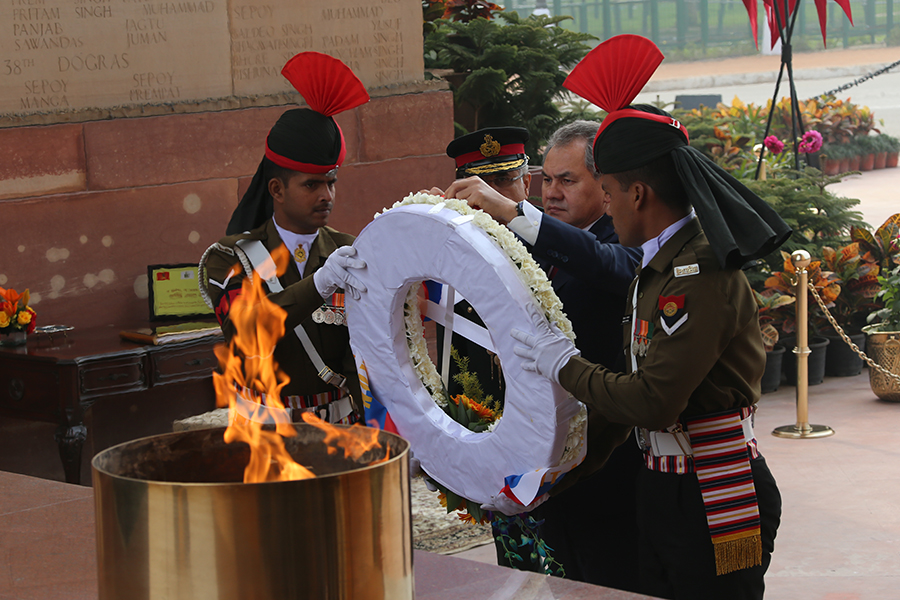
アマル・ジャワン・ジョティに献花する セルゲイ・ショイグ露国防相
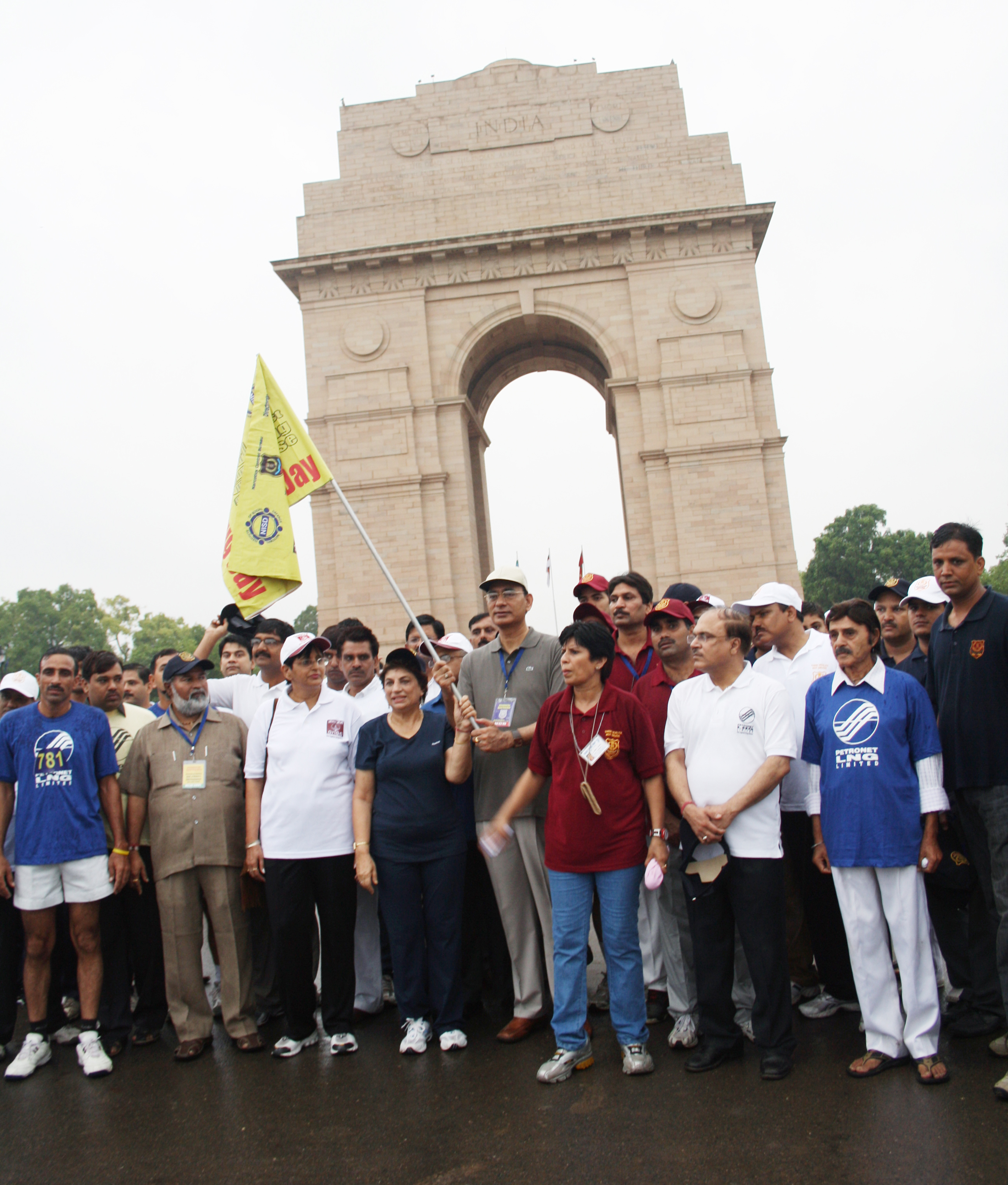
国際麻薬乱用・不正取引防止デーでインド門前に集結した人々、2011年